# Trochenbrod
Trochenbrod (in ucraino Трохимбрід?, Trochymbrid, in yiddish טרוכנברוד‎?, Trvkhnvrvd), chiamato anche Sofievka (in russo Софиевка?; in yiddish זופייבקה‎?; in polacco: Zofiówka) era uno shtetl (villaggio a prevalente popolazione ebraica), situato a 35 km a nord-est di Luc'k, nel Voivodato di Volinia facente parte della Seconda Repubblica di Polonia fino alla seconda guerra mondiale ed ora compresa entro i confini dell'Ucraina. La cittadina era anche chiamata Sofievka o Zofiówka in lingua polacca, in memoria dell'imperatrice di Russia Sofia, che donò la terra per la costruzione dei primi insediamenti.

## Storia
Sofievka venne fondata nel 1835, inizialmente come colonia agricola per gli ebrei diseredati e con il tempo fu trasformata in una piccola città. La popolazione, che nel 1889 era di circa 1.200 abitanti (235 famiglie), aumentò fino ai 1.580 abitanti nel 1897. Il nome Trochenbrod deriva dalla tradizione yiddish e significa letteralmente "pane secco" o "pane senza burro".
Verso la fine della prima guerra mondiale e nel corso della guerra sovietico-polacca, le forze della riemersa Seconda Repubblica di Polonia e l'Armata Rossa combatterono nella città, la quale venne poi ceduta alla Polonia con la Pace di Riga ed entrò a far parte del Voivodato di Volinia nella regione di Kresy. Nel 1938, la popolazione esclusivamente ebraica della città era cresciuta fino ad almeno 3.000 abitanti. La maggior parte della popolazione era impegnata nell'agricoltura, nella produzione di latte e nella concia delle pelli. Nella cittadina vi erano sette sinagoghe.
Dopo l'invasione della Polonia nel settembre 1939 sia da parte del Terzo Reich sia da parte dell'Unione Sovietica, la città fu annessa per due anni insieme al resto della Kresy nella Repubblica Socialista Sovietica Ucraina dopo il Patto Molotov-Ribbentrop. Gershon Weissmann, all'epoca rabbino dello shtetl, venne esiliato in Siberia dai comunisti dopo che questi lo accusarono di essere coinvolto in un commercio clandestino di sale proveniente dal sottosuolo.

### L'Olocausto
Quando la Germania nazista attaccò l'Unione Sovietica con l'Operazione Barbarossa, l'amministrazione tedesca istituì un ghetto ebraico a Trochenbrod, confinandovi anche gli ebrei provenienti dai villaggi vicini e da altre città. L'intera cittadina fu rasa al suolo dalle truppe naziste tra l'agosto e il settembre 1942, dopo una serie di massacri compiuti dalla polizia nazista che prese a pretesto le attività di un piccolo gruppo di resistenza ebraico e alla rete di aiuti organizzata dai partigiani ucraini della regione.
La maggior parte degli ebrei di Trochenbrod nonché del vicino villaggio di Lozisht (Ignatówka in polacco) furono assassinati dai collaboratori locali, la maggior parte dei quali erano appartenenti alla Polizia Ausiliaria Ucraina (in tedesco: Ukrainische Hilfspolizei, in ucraino Українська поліція допоміжна?, Ukrains’ka politsiia dopomizhna) che si occupava dei prigionieri in assenza delle SS tedesche. Secondo il portale "Virtual Shtetl" del POLIN Museo della storia degli ebrei polacchi di Varsavia, furono oltre 5.000 gli ebrei massacrati, di cui 3.500 quelli di Zofiówka e 1.200 a Ignatówka ed insediamenti vicini. Solo 150-200 di essi riuscirono a evitare la morte, nascosti nei boschi vicini o da famiglie di ucraini o cechi. I partigiani sovietici che si nascondevano nel vicino villaggio di Klubochyn si presero cura di circa 150 ebrei sopravvissuti, alcuni dei quali si unirono alla resistenza nella regione e preso parte nell'azione partigiana contro i nazisti. 
Alla fine della seconda guerra mondiale rimasero non più di 40 ebrei nella regione di Łuck. Il villaggio venne poi completamente distrutto da un incendio, e successivamente ciò che rimaneva venne livellato dopo la seconda guerra mondiale, durante l'era dell'Ucraina Sovietica. In tale luogo, dove oggi vi è solo una pianura con campi e un bosco, attraversati da una strada di campagna, fu posto nel 1992, dopo la dichiarazione d'indipendenza dell'Ucraina, un memoriale.

## Cultura
Una descrizione romanzata dello shtetl di Trachimbrod viene rappresentata nel romanzo Ogni cosa è illuminata scritto nel 2002 Jonathan Safran Foer e nell'omonimo film di Liev Schreiber del 2005. Safran Foer, il cui padre e nonno erano originari di Trochenbrod, raffigura eventi romanzati nel villaggio ambientati tra il 1791, anno del primo documento storico in cui viene citato lo shtetl, e il 1942, anno in cui il villaggio venne distrutto. Lo scrittore statunitense, protagonista del romanzo, giunge in Ucraina nel 1999 per cercare una donna di nome Augustine, la quale salvò suo nonno durante la seconda guerra mondiale.